# 马莱汉
马莱汉，是西班牙阿拉贡自治区萨拉戈萨省的一个市镇。 总面积2.8平方公里，总人口294人（2001年），人口密度123人/平方公里。
马莱汉编码：50156，邮政编码：50549，电话：976 867 875，市长：Juan José Ruiz Lahuerta